# Tipula (Yamatotipula) fulvilineata
Tipula (Yamatotipula) fulvilineata is een tweevleugelige uit de familie langpootmuggen (Tipulidae). De soort komt voor in het Nearctisch gebied.